# Духи Фаддеева — Попова
Ду́хи Фадде́ева — Попо́ва (также госты Фаддеева — Попова) — фиктивные поля и соответствующие им частицы, вводимые в теории калибровочных полей для того, чтобы сокращались вклады от нефизических времениподобных и продольных состояний калибровочных бозонов. Квантовые возбуждения духовых полей не являются физическими частицами и имеют неправильную связь спина со статистикой (они являются скалярами по отношению к преобразованиям Лоренца, как бозоны, и в то же время антикоммутируют, как фермионы). Введены Л. Д. Фаддеевым и В. Н. Поповым.
В неабелевых калибровочных теориях, имеющих физические приложения, таких как квантовая хромодинамика, духи необходимы для того, чтобы устранить противоречия при применении теории возмущений, связанные с требованиями сохранения калибровочной симметрии и требованиями унитарности S-матрицы.

## Лагранжиан духовых полей
Лагранжиан духовых полей {\displaystyle c^{a}(x)}, где индекс {\displaystyle a} — это индекс присоединённого представления калибровочной группы (по этому представлению преобразуются калибровочные поля), записывается как
{\displaystyle {\mathcal {L}}_{\mathrm {ghost} }=\partial _{\mu }({\overline {c}})^{a}\partial ^{\mu }c^{a}+gf^{abc}(\partial ^{\mu }({\overline {c}})^{a})A_{\mu }^{b}c^{c}.}
Первый член — это кинетический член духовых полей, которые являются комплексными скалярными полями с квантованием их частиц по Ферми — Дираку. Второй член содержит взаимодействие калибровочных полей с духами. В абелевых калибровочных теориях (таких как квантовая электродинамика) духи можно не учитывать, поскольку для теорий с абелевыми симметриями структурные константы {\displaystyle f^{abc}=0} и отсутствует взаимодействие духов с калибровочными полями.